# Rita Letendre
Pour les articles homonymes, voir Letendre.
Rita Letendre, née à Drummondville le 1er novembre 1928 et morte le 20 novembre 2021, à Toronto, est une peintre, muraliste et graveuse québécoise.

## Biographie
Lorsqu'elle a 14 ans, elle s'installe avec sa famille à Montréal. À partir de 1948, elle fréquente l'École des Beaux-Arts de Montréal qu'elle quitte en 1950 pour fréquenter le groupe des Automatistes. Elle se lance dans une recherche picturale abstraite marquée par une gestualité plus instinctuelle et participe à des expositions avec le groupe. Elle participe notamment à l'exposition intitulée La matière chante, en 1954.
Au cours des années 50 et au début des années 60, Rita Letendre navigue à travers différentes périodes de recherches picturales sans demeurer ancrée dans l'une ou l'autre. Inspirée par l'abstraction géométrique, elle développe une structuration des formes plus grande et plus rythmée. Puis, elle se tourne de nouveau vers une gestualité affirmée afin d'exprimer plus librement ses émotions. Ses œuvres évoluent alors vers une expression caractérisée par une gestuelle de l'oblique, tout en préservant la puissance dramatique des couleurs et le dynamisme de ses compositions.
De 1965 à 1970, l'artiste vit à Los Angeles, où elle suit des cours de gravure et réalise en 1965 une murale intitulée Sunforce pour le California State College de Longbeach. L'expérience tirée de la construction de sa peinture murale marque un tournant dans son approche artistique, notamment dans la construction du motif en lui-même, mais aussi dans la transformation de sa technique. Rita Letendre présentera de nombreuses expositions individuelles au Canada et à l'étranger, notamment en France, en Italie, en Israël et aux États-Unis.
Installée à Toronto en 1970, Rita Letendre poursuit sa carrière avec cohérence, et se concentre sur la création de tensions internes dans ses espaces picturaux par le truchement de pointes, fortement dynamiques, au pourtour défini (hard edge) et qui induisent une impression de vitesse. La couleur lui permet d'expérimenter de nombreuses permutations sous un même motif, que ce soit en peinture ou en sérigraphie. Son motif récurrent, la flèche, devient emblématique de son œuvre. Autour de 1980, Letendre délaisse le hard edge pour se concentrer sur les flous atmosphériques créés grâce au pastel, au fusain ou encore à travers ses estampes.
Le fonds d'archives de Rita Letendre est conservé au Musée national des beaux-arts du Québec. Une rétrospective de l'œuvre de Rita Letendre intitulée Rita Letendre: Fire & Light a eu lieu à l'Art Gallery of Ontario, du 29 juin au 17 septembre 2017. Ce fut la première rétrospective à lui être consacrée au Canada anglais.

## Expositions
2021 : Rita Letendre. Lignes de force, Musée du Bas-Saint-Laurent et Maison Hamel-Bruneau
2003 : Rita Letendre : Ode à Isis tableaux récents et rétrospective, Montréal, Galerie Simon Blais
2003-2005 : Rita Letendre : aux couleurs du jour, Musée national des beaux-arts du Québec, 2003-2004 et circulation à la Winnipeg Art Gallery, 2005
1989 : Rita Letendre: Les années montréalaises, 1953-1963, Montréal, Galerie d'art Concordia
Liste des expositions de Rita Letendre#Expositions individuelles

## Musées et collections publiques
- Collection d'œuvres d'art, Université de Montréal[23]
- Musée d'art contemporain de Baie-Saint-Paul
- Musée des beaux-arts du Canada[24]
- Musée national des beaux-arts du Québec[25]
- Winnipeg Art Gallery[26]

## Liste des références
1. ↑  « http://applications.banq.qc.ca/apex/f?p=200:17:0::::P17_PAGE_PREC,P17_ID_FONDS:1,841707 » (consulté le 2 novembre 2019)
2. ↑  Éric Clément, « Décès de la peintre Rita Letendre », sur La Presse, 22 novembre 2021 (consulté le 22 novembre 2021)
3. ↑  Cynthia Martel, « Décès de l’artiste peintre Rita Letendre », sur L'Express, 22 novembre 2021 (consulté le 22 novembre 2021)
4. ↑  « L'artiste-peintre Rita Letendre meurt à 93 ans », sur Radio-Canada, 22 novembre 2021 (consulté le 22 novembre 2021)
5. ↑  L'Encyclopédie canadienne: Rita Letendre
6. 1 2  Anne-Elisabeth Vallée, Femmes artistes du XXe siècle au Québec, Québec, Musée national des beaux-arts du Québec/Publications du Québec, 287 p. (ISBN 978-2-551-19857-3), p.241
7. ↑  Musée du bas-Saint-Laurent, Lignes de force, Page 17
8. ↑  Musée du Bas-Saint-Laurent, Lignes de force, 2022, Page 17
9. ↑  « Les murales de Rita Letendre - Les Archives de Radio-Canada », sur archives.radio-canada.ca, 28 novembre 1972 (consulté le 8 mars 2018)
10. ↑  Musée du Bas-Saint-Laurent, Lignes de force, 2022, Page 25
11. ↑  « Rita Letendre | Musée national des beaux-arts du Canada », sur www.beaux-arts.ca (consulté le 8 mars 2018)
12. ↑  Musée du Bas-Saint-Laurent, Ligne de force, 2022, Page 25
13. ↑  Musée du Bas-Saint-Laurent, Ligne de force, 2022, Page 57
14. ↑  Fonds Rita Letendre (P19) - Musée national des beaux-arts du Québec.
15. ↑  (en) Letendre, Rita, 1929-, Nanibush, Wanda, 1976- et Art Gallery of Ontario,, Rita Letendre : fire & light., 2017, 112 p. (ISBN 978-1-894243-97-1 et 1894243978, OCLC 985965442, lire en ligne)
16. ↑  (en) « Rita Letendre: Fire & Light | Art Gallery of Ontario », sur ago.ca (consulté le 8 mars 2018)
17. ↑  Zone Arts- ICI.Radio-Canada.ca, « Rétrospective des œuvres de Rita Letendre au Musée des beaux-arts de l'Ontario », sur Radio-Canada.ca (consulté le 23 février 2020)
18. ↑  « Rita Letendre. Lignes de force », sur www.mbsl.qc.ca (consulté le 15 mai 2021)
19. ↑  François Cattapan, « Lignes de force de Rita Letendre à la Maison Hamel-Bruneau », sur Quebec Hebdo, 10 octobre 2021 (consulté le 20 novembre 2021)
20. ↑  Ode à Isis : tableaux récent et rétrospective, Galerie Simon Blais, 2003
21. ↑  Ninacs, Anne-Marie., Musée national des beaux-arts du Québec. et Winnipeg Art Gallery., Rita Letendre : aux couleurs du jour, Musée national des beaux-arts du Québec, 2003 (ISBN 2-551-21872-1 et 9782551218721, OCLC 54857778, lire en ligne)
22. ↑  Rita Letendre ; Les années montréalaises,Galerie d'art Concordia,1953
23. ↑  « Rita Letendre », sur Centre expo UdeM (consulté le 20 novembre 2021)
24. ↑  « Rita Letendre | Collection Musée des beaux-arts du Canada », sur beaux-arts.ca (consulté le 3 février 2019)
25. ↑  « Rita Letendre | Collection Musée national des beaux-arts du Québec », sur collections.mnbaq.org (consulté le 23 octobre 2019)
26. ↑  (en-CA) « G-72-65 Vibration Rita Letendre » WAG », sur WAG (consulté le 20 novembre 2021)